# Uh La La La
Uh La La La – singel włoskiej piosenkarki Alexii, wydany w 1997 roku.
Utwór napisali Roberto Zanetti oraz Alexia, a wyprodukował go Zanetti. Piosenka promowała pierwszy album Alexii, Fan Club, i stała się dużym przebojem lata 1997 roku w Europie, docierając do top 10 list przebojów m.in. w Hiszpanii, Finlandii i Austrii. Teledysk do utworu wyreżyserował Luca Lucini.

## Notowania
| Kraj i lista (1997–1998)           | Pozycja |
| ---------------------------------- | ------- |
| Australia (ARIA Charts)            | 17      |
| Austria (Ö3 Austria Top 40)        | 6       |
| Belgia (Ultratop Flandria)         | 34      |
| Finlandia (Musiikkituottajat)      | 2       |
| Francja (SNEP)                     | 13      |
| Hiszpania                          | 1       |
| Holandia (MegaCharts)              | 15      |
| Irlandia (IRMA)                    | 5       |
| Niemcy (GfK Entertainment)         | 30      |
| Nowa Zelandia (RIANZ)              | 30      |
| Szwajcaria                         | 16      |
| Szwecja (Sverigetopplistan)        | 5       |
| Wielka Brytania (UK Singles Chart) | 10      |

## Wersja Blog 27
Uh La La La – debiutancki singel polskiego zespołu Blog 27, wydany w maju 2005 roku przez Magic Records. Był to cover piosenki pod tym samym tytułem, którą w 1997 roku wykonywała Alexia. Singel znalazł się na pierwszym albumie Blog 27, <LOL>. Teledysk do piosenki wyreżyserowała Anna Maliszewska. Cieszył się on popularnością na antenie stacji ZigZap i Viva Polska. W 2006 roku singel został wydany międzynarodowo i wszedł na listy przebojów w kilku krajach Europy.

### Formaty i listy ścieżek
- Singel CD[20]

1. „Uh La La La” (Short Edit) – 3:13
2. „I Want What I Want” – 3:04

- Maxi singel CD[21]

1. „Uh La La La” (Short Edit) – 3:14
2. „Uh La La La” (Extended) – 4:22
3. „Uh La La La” (Karaoke Version) – 3:14
4. „I Want What I Want” – 3:04

„Uh La La La” (Video)

### Notowania
| Kraj i lista (2006)         | Pozycja |
| --------------------------- | ------- |
| Austria (Ö3 Austria Top 40) | 23      |
| Niemcy (GfK Entertainment)  | 17      |
| Szwajcaria                  | 36      |
| Włochy (FIMI)               | 47      |